# Lijst van presidenten van Pakistan
De complete lijst van presidenten van Pakistan inclusief de personen die president van Pakistan werden na de onafhankelijkheid van de Islamitische Republiek Pakistan in 1956 en de gouverneurs-generaal die staatshoofd waren in de periode tussen de onafhankelijkheid in 1947 en het uitroepen van de republiek in 1956. De gouverneur-generaal van Pakistan was de lokale vertegenwoordiger van de Engelse koning George VI in Pakistan van 1947 tot 1952 en daarna van koningin Elizabeth II ("Koningin van Pakistan") van 1952 tot 1956.

## Staatshoofden van Pakistan (1947-heden)

### Gouverneur-generaal (1947-1956)
| Gouverneur-generaal | Gouverneur-generaal                | Ambtstermijn                         | Partij           |
| ------------------- | ---------------------------------- | ------------------------------------ | ---------------- |
|                     | Mohammed Ali Jinnah (1876-1948)    | 15 augustus 1947 - 11 september 1948 | Muslim League    |
|                     | Sir Khawaja Nazimuddin (1894-1964) | 14 september 1948 - 17 oktober 1951  | Muslim League    |
|                     | Ghulam Mohammad (1895-1956)        | 17 oktober 1951 - 6 oktober 1955     | Onafhankelijk    |
|                     | Iskandar Mirza (1899-1969)         | 6 oktober 1955 - 23 maart 1956       | Republican Party |

### Presidenten van Pakistan (1956-heden)
| Nr.  | President | President                                      | Ambtstermijn                         | Partij           | Partij | Verkiezing |
| ---- | --------- | ---------------------------------------------- | ------------------------------------ | ---------------- | ------ | ---------- |
| 1    |           | Iskandar Mirza (1899-1969)                     | 23 maart 1956 - 27 oktober 1958      | Republican Party |        | 1956       |
| -    |           | Mohammed Ayub Khan (1907-1974)                 | 27 oktober 1958 - 25 maart 1969      | Militair         |        |            |
| 2    | PML-C     | Mohammed Ayub Khan (1907-1974)                 | 27 oktober 1958 - 25 maart 1969      |                  | 1965   |            |
| 3    |           | Yahya Khan (1917-1980)                         | 25 maart 1969 - 20 december 1971     | Militair         |        |            |
| 4    |           | Zulfikar Ali Bhutto (1928-1979)                | 20 december 1971 - 13 augustus 1973  | PPP              |        | 1971       |
| 5    |           | Fazal Ilahi Chaudhry (1904-1982)               | 13 augustus 1973 - 16 september 1978 | PPP              |        | 1973       |
| 6    |           | Mohammed Zia-ul-Haq (1924-1988)                | 16 september 1978 - 17 augustus 1988 | Militair         |        |            |
| 7    |           | Ghulam Ishaq Khan (1915-2006)                  | 17 augustus 1988 - 18 juli 1993      | Onafhankelijk    |        | 1988       |
| -    |           | Wasim Sajjad (1941) (plaatsvervangend)         | 18 juli 1993 - 14 november 1993      | PML (N)          |        |            |
| 8    |           | Farooq Leghari (1940-2010)                     | 14 november 1993 - 2 december 1997   | PPP              |        | 1993       |
| -    |           | Wasim Sajjad (1941) (plaatsvervangend)         | 2 december 1997 - 1 januari 1998     | PML (N)          |        |            |
| 9    |           | Mohammed Rafiq Tarar (1929-2022)               | 1 januari 1998 - 20 juni 2001        | PML (N)          |        | 1997       |
| 10   |           | Pervez Musharraf (1943-2023)                   | 20 juni 2001 - 18 augustus 2008      | Militair         |        | 2004       |
| 10   | PML (Q)   | Pervez Musharraf (1943-2023)                   | 20 juni 2001 - 18 augustus 2008      |                  | 2007   |            |
| -    |           | Mohammed Mian Soomro (1950) (plaatsvervangend) | 18 augustus 2008 - 9 september 2008  | PML (N)          |        |            |
| 11   |           | Asif Ali Zardari (1955)                        | 9 september 2008 - 8 september 2013  | PPP              |        | 2008       |
| 12   |           | Mamnoon Hussain (1940-2021)                    | 9 september 2013 - 8 september 2018  | PML (N)          |        | 2013       |
| 13   |           | Arif Alvi (1949)                               | 9 september 2018 - 10 maart 2024     | PTI              |        | 2018       |
| (11) |           | Asif Ali Zardari (1955)                        | 10 maart 2024 - heden                | PPP              |        | 2024       |